# سیارک ۳۱۳۴
سیارک ۳۱۳۴ (به انگلیسی: 3134 Kostinsky، نامگذاری:A921VA) سه هزار و صد و سی و چهارمین سیارک کشف شده‌است که در ۵ نوامبر ۱۹۲۱ و در رصدخانه سایمیز کشف شد.
قدر مطلق سیارک برابر ۱۰٫۷۰ است.